# Pyotr Novikov
Pyotr Sergeyevich Novikov (em russo:  Пётр Сергеевич Новиков; Moscou, Império Russo, 15 de agosto de 1901 — Moscou, União Soviética, 9 de janeiro de 1975) foi um matemático soviético.
É pai do matemático Sergei Novikov.